# Cop and a Half
Cop and a Half (br: Um Tira e Meio pt: Polícia de Palmo e Meio) é um filme norte-americano de 1993, do género comédia, dirigido por Henry Winkler e estrelado por Burt Reynolds e Norman D. Golden II. Foi lançado pela Universal Pictures em abril de 1993.

## Sinopse
Policial desiludido (Burt Reynolds) é obrigado a aceitar como parceiro garotinho que sabe onde se escondem algumas quadrilhas de traficantes.